# Горбачёв, Пётр Александрович
Пётр Александрович Горбачёв (29 мая [11 июня] 1911, Москва — неизвестно) — советский футболист, футбольный судья.

## Биография
Родился в Москве. Отец погиб в Первую мировую войну в 1914 году. Потом семья переехала в Богородск. Окончил семь классов начальной школы имени Короленко (1919—1926). В 1927—1932 годах работал электромонтажником «Русчерстроя» (завод п. 12, Электросталь), обучался на курсах по подготовке инструкторов физкультуры в Сокольническом парке культуры и отдыха. С 1932 года обучался в Московском техникуме физкультуры; НАТИ.
В 1932—1936 работал на заводе «Электросталь» инструктором физкультуры. В 1936—1941, 1945, 1947—1948 годах играл за «Спартак» Ленинград, в 1946 году провёл три игры за ленинградский «Зенит» — выходил на замену.
Участник Великой Отечественной войны (1941—1945), старшина мед. службы. Получил ранение под Невской Дубровкой (1941).
В 1947 году окончил школу тренеров при ГОЛИФКе имени Лесгафта. В 1960 году провёл пять матчей в качестве главного судьи в классе «А». С 24 января 1963 года — судья всесоюзной категории.